# Hjalmar Munsterhjelm
Magnus Hjalmar Munsterhjelm, född 19 oktober 1840 på Toivoniemi gård i Tulois, Egentliga Tavastland, död 2 april 1905 i Helsingfors, var en finländsk målare. 

## Biografi
Hjalmar Munsterhjelm studerade från 1860 i Düsseldorf för Werner Holmberg, Hans Gude och Oswald Achenbach, från 1866 i Karlsruhe, även där för Gude, och återvände 1870 till Finland, där han blev allmänt hyllad. Flera av hans tavlor köptes på utställningar i utlandet och han tilldelades flera gånger statens pris i landskapsmålning. Han blev 1874 ledamot av Ryska konstakademien i Sankt Petersburg, 1897 av Konstakademien i Sverige och 1901 hedersledamot av Konstnärsgillet i Finland.

## Konstnärskap

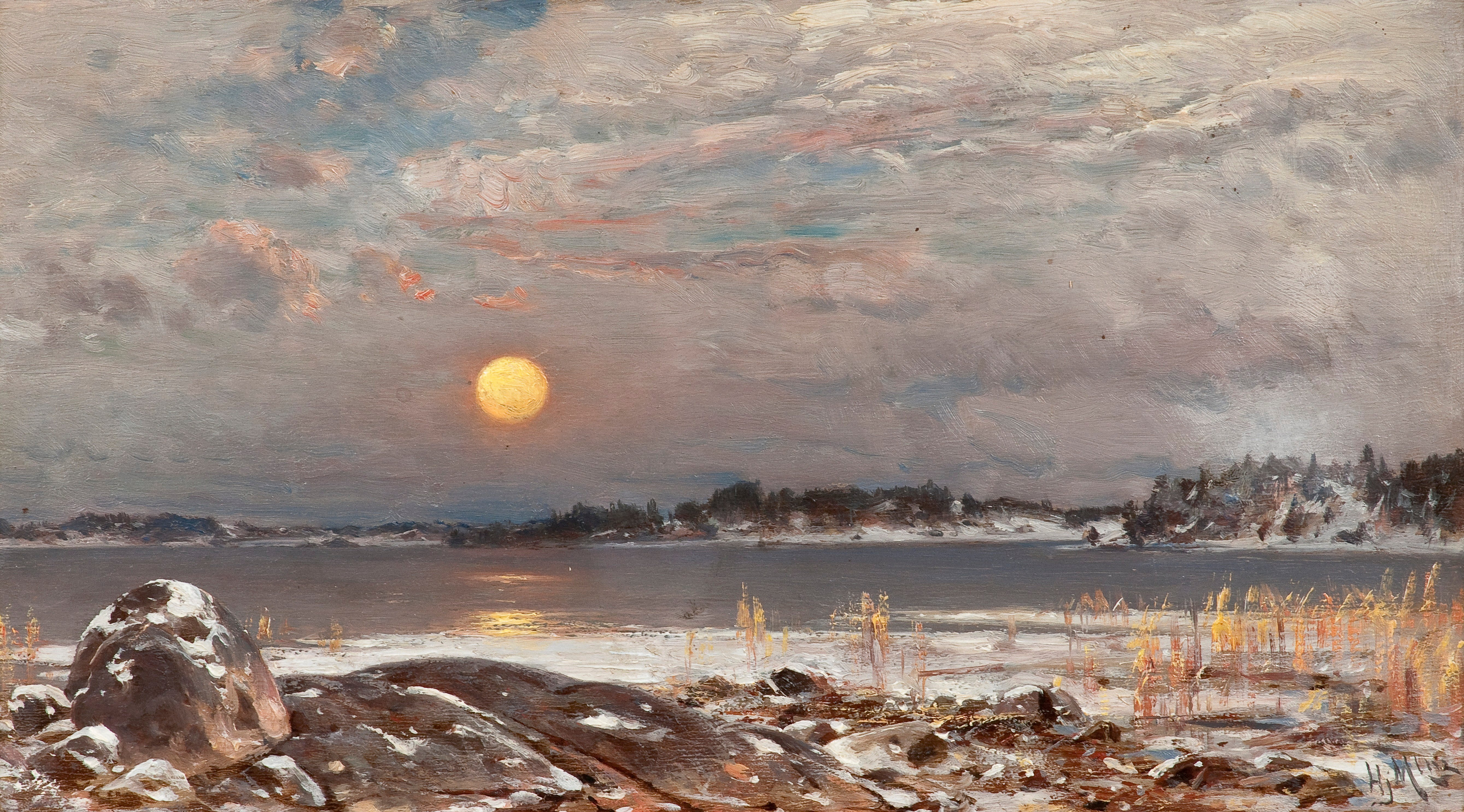
Vårvintermåne

Munsterhjelm var mycket produktiv och bevarade under hela sitt liv starka intryck av den tyska, särskilt den düsseldorfska, konsten. Av senare strömningar berörde endast det franska friluftsmåleriet hans konst, och efter ett besök i Paris 1882 utförde han oftare sina landskap direkt efter naturen och använde en betydligt ljusare och klarare färgskala. De flesta av sina tavlor, i regel med motiv från inlandsnaturen, målade han ur minnet. Hans strandlandskap i höst- eller vinterskrud och månskensstycken präglas av en idealiserad och enkel naturskildring och höjer sig stundom till en känslig poetisk flykt, men förefaller ofta väl ytliga, och under de senare åren av hans liv tog en slentrianmässig ateljékomposition helt överhand. Munsterhjelm är representerad vid Åbo Akademi.

## Familj
Hjalmar Munsterhjelm gifte sig 1875 med Olga Matilda Tanninen (1856–1929). Han var far till bildhuggaren John Munsterhjelm och sångerskan Ester Munsterhjelm samt farbror till målaren Ali Munsterhjelm.